# 70–10 Tour
Die 70–10 Tour war eine weltweite Konzerttournee der britischen Rockband Supertramp. Sie markierte die Wiedervereinigung der Gruppe nach achtjähriger Pause. Bei den Konzerten spielten Supertramp ausschließlich ein Set mit ihren größten Hits aus der Zeit zwischen 1974 und 1985.

## Hintergrund
Nach ihrer One More for the Road Tour im Jahr 2002 legten Supertramp abermals eine längere Pause ein. Ein von Rick Davies initiierter weiterer Versuch einer Reunion mit dem 1983 ausgestiegenen Roger Hodgson scheiterte 2005. 
2009 gab Hodgson zu Protokoll, er könne sich nicht vorstellen, dass es jemals zu einer Reunion von Supertramp kommen könnte: „Wir haben uns das angesehen und darüber gesprochen … Ich würde niemals nie sagen, aber Rick [Davies] hat sich im Moment so gut wie zur Ruhe gesetzt und ich bin in der Blüte meines Lebens. Die Reaktion, die ich von den Fans bekomme, ist meistens: ‚Bitte kommt nicht wieder zusammen.‘“
Am 21. April 2010 wurde schließlich offiziell bekannt gegeben, dass Supertramp im Herbst 2010 35 Konzerte in Europa geben würden. Der Tourname 70–10 Tour spielte dabei auf das Jahr 1970 (das Erscheinungsjahr des ersten Albums der Band) sowie auf die zehn auf der Bühne anwesenden Musiker an.
Roger Hodgson startete 2010 eine weltweite Solotournee und konnte daher für die 70–10 Tour nicht zur Band stoßen. Als Reaktion auf eine Fankampagne schickte Hodgson jedoch einen Brief an Rick Davies und ließ seinen Manager einen Brief an Davies’ Management schicken, in dem er anbot, sie während der Lücken in seinem Tourplan an ausgewählten Terminen zu begleiten. Davies’ Agent teilte Hodgson mit, dass sein Angebot abgelehnt wurde.
Auf die Frage, ob Hodgson bei Supertramp-Konzerten auftreten würde, antwortete Davies: „Ich weiß, dass es da draußen einige Fans gibt, die das gerne hätten. Es gab eine Zeit, in der ich das auch gehofft hatte. Aber die jüngste Vergangenheit macht das unmöglich. Um unseren Fans eine großartige Show zu bieten, braucht man Harmonie, sowohl musikalisch als auch persönlich. Leider besteht diese zwischen uns nicht mehr und ich möchte die Erinnerungen an harmonischere Zeiten zwischen uns allen nicht zerstören.“ In der Folge tourten Hodgson und Supertramp auch 2011 weiterhin getrennt.
Die 70–10 Tour startete am 2. September 2010 in Halle (Westf.) und endete am 16. Juli 2011 in Carhaix-Plouguer. Sie beinhaltete insgesamt 56 Konzerte in Europa und Nordamerika.
Die Besetzung von Supertramp für die 70–10 Tour bestand aus Davies, John Helliwell, Bob Siebenberg, dessen Sohn Jesse Siebenberg, Cliff Hugo, Carl Verheyen und Lee Thornburg. Für die von Hodgson ursprünglich geschriebenen und gesungenen Stücke teilte sich Jesse Siebenberg den Gesang mit den neuen Tour-Mitgliedern Gabe Dixon und Cassie Miller auf. Mark Hart, der Supertramp bereits zwischen 1985 und 1986, sowie zwischen 1997 und 2002 auf Tour begleitet hatte, kehrte indes nicht zur Tourband zurück.
Da kein neues Album zu bewerben war, wurden ausschließlich Supertramps größte Hits und Klassiker auf der Tournee dargeboten, wobei jedoch auf Lieder der ersten beiden Alben Supertramp (1970) und Indelibly Stamped (1971) sowie die Alben zwischen 1987 und 2002 unberücksichtigt blieben.
Die 70–10 Tour sollte die letzte Tournee der Band bleiben. Für das Jahr 2015 war zwar eine weitere Reunion-Tournee angekündigt, die jedoch aufgrund Rick Davies’ Erkrankung an Multiplem Myelom wieder abgesagt wurde. Ende August 2018 gab Davies ein Interview, in dem er erklärte, dass er seine gesundheitlichen Probleme größtenteils überwunden habe und wieder Spaß daran habe, Musik zu machen, gab jedoch auch an, keine größeren Tourneen mehr machen zu wollen und Supertramp wahrscheinlich nicht als strukturierte Band zurückkehren würden.

## Liveaufnahmen
Jedes Konzert im Jahr 2010 wurde direkt aufgezeichnet und auf CD oder als MP3-Download veröffentlicht.

## Setlist

### Beispiel-Setlist
- You Started Laughing
- Gone Hollywood
- Put on Your Old Brown Shoes
- Ain’t Nobody But Me
- Breakfast in America
- Cannonball
- Poor Boy
- From Now On
- Give a Little Bit
- Downstream
- Asylum
- Rudy
- It’s Raining Again
- Another Man’s Woman
- Take the Long Way Home
- Bloody Well Right
- The Logical Song
- Goodbye Stranger
- School
- Dreamer
- Crime of the Century

## Tourdaten
| Nr.                 | Datum              | Stadt                | Land           | Veranstaltungsort             | Anmerkungen                          |
| Leg 1 – Europa      | Leg 1 – Europa     | Leg 1 – Europa       | Leg 1 – Europa | Leg 1 – Europa                | Leg 1 – Europa                       |
| ------------------- | ------------------ | -------------------- | -------------- | ----------------------------- | ------------------------------------ |
| 1                   | 2. September 2010  | Halle (Westf.)       | Deutschland    | Gerry-Weber-Stadion           |                                      |
| 2                   | 4. September 2010  | Mönchengladbach      | Deutschland    | Warsteiner HockeyPark         |                                      |
| 3                   | 5. September 2010  | Freiburg im Breisgau | Deutschland    | Innenhof der Brauerei Ganter  | Ganter Open Air                      |
| 4                   | 7. September 2010  | Verona               | Italien        | Arena                         |                                      |
| 5                   | 8. September 2010  | Wien                 | Osterreich     | Stadthalle                    |                                      |
| 6                   | 11. September 2010 | A Coruña             | Spanien        | Coliseum                      |                                      |
| 7                   | 12. September 2010 | Lissabon             | Portugal       | Pavilhão Atlântico            |                                      |
| 8                   | 14. September 2010 | Porto                | Portugal       | Pavilhão Rosa Mota            |                                      |
| 9                   | 15. September 2010 | Madrid               | Spanien        | Palacio de los Deportes       |                                      |
| 10                  | 17. September 2010 | Barakaldo            | Spanien        | Bilbao Exhibition Centre      |                                      |
| 11                  | 18. September 2010 | Barcelona            | Spanien        | Palau Sant Jordi              |                                      |
| 12                  | 20. September 2010 | München              | Deutschland    | Olympiahalle                  |                                      |
| 13                  | 22. September 2010 | Nürnberg             | Deutschland    | Arena Nürnberger Versicherung |                                      |
| 14                  | 23. September 2010 | Mannheim             | Deutschland    | SAP Arena                     |                                      |
| 15                  | 24. September 2010 | Erfurt               | Deutschland    | Messehalle                    |                                      |
| 16                  | 26. September 2010 | Hamburg              | Deutschland    | O2 World                      |                                      |
| 17                  | 27. September 2010 | Berlin               | Deutschland    | O2 World                      |                                      |
| 18                  | 29. September 2010 | Hannover             | Deutschland    | TUI Arena                     |                                      |
| 19                  | 30. September 2010 | Leipzig              | Deutschland    | Arena Leipzig                 |                                      |
| 20                  | 1. Oktober 2010    | Frankfurt am Main    | Deutschland    | Festhalle                     |                                      |
| 21                  | 3. Oktober 2010    | Köln                 | Deutschland    | Lanxess Arena                 |                                      |
| 22                  | 4. Oktober 2010    | Arnhem               | Niederlande    | GelreDome                     |                                      |
| 23                  | 6. Oktober 2010    | London               | England        | The O2 Arena                  |                                      |
| 24                  | 8. Oktober 2010    | Dublin               | Irland         | The O2                        |                                      |
| 25                  | 10. Oktober 2010   | Antwerpen            | Belgien        | Sportpaleis                   |                                      |
| 26                  | 12. Oktober 2010   | Saint-Herblain       | Frankreich     | Le Zénith Nantes Métropole    |                                      |
| 27                  | 14. Oktober 2010   | Cournon-d’Auvergne   | Frankreich     | Le Zénith d’Auvergne          |                                      |
| 28                  | 15. Oktober 2010   | Genf                 | Schweiz        | Arena de Genève               |                                      |
| 29                  | 16. Oktober 2010   | Lyon                 | Frankreich     | Halle Tony Garnier            |                                      |
| 30                  | 18. Oktober 2010   | Paris                | Frankreich     | Palais Omnisport de Bercy     |                                      |
| 31                  | 20. Oktober 2010   | Toulouse             | Frankreich     | Le Zénith Métropole           |                                      |
| 32                  | 21. Oktober 2010   | Toulon               | Frankreich     | Le Zénith Oméga               |                                      |
| 33                  | 23. Oktober 2010   | Turin                | Italien        | PalaVela                      |                                      |
| 34                  | 24. Oktober 2010   | Stuttgart            | Deutschland    | Schleyerhalle                 |                                      |
| 35                  | 25. Oktober 2010   | Zürich               | Schweiz        | Hallenstadion                 |                                      |
| 36                  | 27. Oktober 2010   | Lille                | Frankreich     | Le Zénith                     |                                      |
| 37                  | 28. Oktober 2010   | Paris                | Frankreich     | Palais Omnisport de Bercy     |                                      |
| Leg 2 – Nordamerika |                    |                      |                |                               |                                      |
| 38                  | 31. Mai 2011       | Victoria             | Kanada         | Save-On-Foods Memorial Centre |                                      |
| 39                  | 2. Juni 2011       | Vancouver            | Kanada         | Rogers Arena                  |                                      |
| 40                  | 3. Juni 2011       | Kelowna              | Kanada         | Prospera Place                |                                      |
| 41                  | 4. Juni 2011       | Calgary              | Kanada         | Scotiabank Saddledome         |                                      |
| 42                  | 5. Juni 2011       | Edmonton             | Kanada         | Rexall Place                  |                                      |
| 43                  | 7. Juni 2011       | Saskatoon            | Kanada         | Credit Union Centre           |                                      |
| 44                  | 8. Juni 2011       | Winnipeg             | Kanada         | MTS Centre                    |                                      |
| 45                  | 11. Juni 2011      | London               | Kanada         | John Labatt Centre            |                                      |
| 46                  | 12. Juni 2011      | Toronto              | Kanada         | Molson Canadian Amphitheatre  |                                      |
| 47                  | 14. Juni 2011      | Ottawa               | Kanada         | Scotiabank Place              |                                      |
| 48                  | 15. Juni 2011      | Quebec City          | Kanada         | L’Agora du Vieux-Port         |                                      |
| 49                  | 16. Juni 2011      | Montréal             | Kanada         | Centre Bell                   |                                      |
| Leg 3 – Europa      |                    |                      |                |                               |                                      |
| 50                  | 7. Juli 2011       | Le Grand-Quevilly    | Frankreich     | Le Zénith de Rouen            |                                      |
| 51                  | 8. Juli 2011       | Eckbolsheim          | Frankreich     | Le Zénith Strasbourg Europe   |                                      |
| 52                  | 10. Juli 2011      | Nîmes                | Frankreich     | Les Arènes                    |                                      |
| 53                  | 13. Juli 2011      | Larvotto             | Monaco         | Salle des Etoiles             | Monte-Carlo Sporting Summer Festival |
| 54                  | 14. Juli 2011      | Larvotto             | Monaco         | Salle des Etoiles             | Monte-Carlo Sporting Summer Festival |
| 55                  | 15. Juli 2011      | Carcassonne          | Frankreich     | Théâtre Jean-Deschamps        | Festival de Carcassonne              |
| 56                  | 16. Juli 2011      | Carhaix-Plouguer     | Frankreich     | La Prairie de Kerampuilh      | Les Vieilles Charrues                |

## Band
- Rick Davies: Gesang, Keyboards, Mundharmonika
- John Helliwell: Saxophon, Klarinette, Melodika, Hintergrundgesang
- Bob Siebenberg: Schlagzeug, Percussion
- Cliff Hugo: Bass
- Carl Verheyen: Gitarre, Hintergrundgesang
- Lee Thornburg: Trompete, Tuba, Melodika, zusätzliche Keyboards, Hintergrundgesang
- Jesse Siebenberg: Gitarre, Keyboards, Percussion, Hintergrundgesang, Gesang bei Breakfast in America, From Now On, Give a Little Bit, The Logical Song und School
- Gabe Dixon: Keyboards, Percussion, Hintergrundgesang, Gesang bei Rudy, It’s Raining Again, Take the Long Way Home und Dreamer
- Cassie Miller: Hintergrundgesang